# NGC 6794
NGC 6794 é uma galáxia espiral (Sab) localizada na direcção da constelação de Sagittarius. Possui uma declinação de -38° 55' 07" e uma ascensão recta de 19 horas, 28 minutos e 03,8 segundos.
A galáxia NGC 6794 foi descoberta em 24 de Agosto de 1834 por John Herschel.